# Stanislav Ghereg
Stanislav Ghereg (* 23. März 2007) ist ein moldauischer Leichtathlet, der sich auf den Mittelstreckenlauf spezialisiert hat.

## Sportliche Laufbahn
Erste internationale Erfahrungen sammelte Stanislav Ghereg im Jahr 2024, als er bei den U18-Balkan-Meisterschaften in Maribor in 1:55,87 min den vierten Platz im 800-Meter-Lauf belegte. Anschließend schied er bei den U18-Europameisterschaften in Banská Bystrica mit 1:57,64 min im Halbfinale aus. Im Jahr darauf gelangte er bei den U20-Balkan-Hallenmeisterschaften in Sofia in 1:54,32 min den siebten Platz über 800 Meter und gewann mit der moldauischen 4-mal-400-Meter-Staffel in 3:24,91 min die Bronzemedaille. Im Juni gelangte er bei der 3. Liga der Team-Europameisterschaft in Maribor mit 1:51,42 min auf den vierten Platz im schnelleren B-Lauf und anschließend belegte er bei den U20-Balkan-Meisterschaften in Craiova in 1:53,33 min den achten Platz. Daraufhin wurde er bei den Balkan-Meisterschaften in Volos in 1:51,52 min Dritter im B-Lauf über 800 Meter und belegte mit der Mixed-Staffel in 3:33,17 min den vierten Platz.
2025 wurde Ghereg moldauischer Meister im 800-Meter-Lauf im Freien sowie 2024 in der Halle. Zudem wurde er 2025 Hallenmeister über 1500 Meter.

## Persönliche Bestleistungen
- 800 Meter: 1:51,42 min, 25. Juni 2025 in Maribor
  - 800 Meter (Halle): 1:54,20 min, 18. Januar 2025 in Sofia (moldauischer U20-Rekord)
- 1500 Meter: 4:07,70 min, 11. Mai 2024 in Russe
  - 1500 Meter (Halle): 4:12,32 min, 22. Februar 2025 in Chișinău